# أوتو باسيل
أوتو باسيل (بالألمانية: Otto Basil)‏ هو كاتب خيال علمي وصحفي ومؤلف وكاتب ومحرر أدبي نمساوي، ولد في 24 ديسمبر 1901 في فيينا في النمسا، وتوفي بنفس المكان في 19 فبراير 1983.